# او. سی. باربر

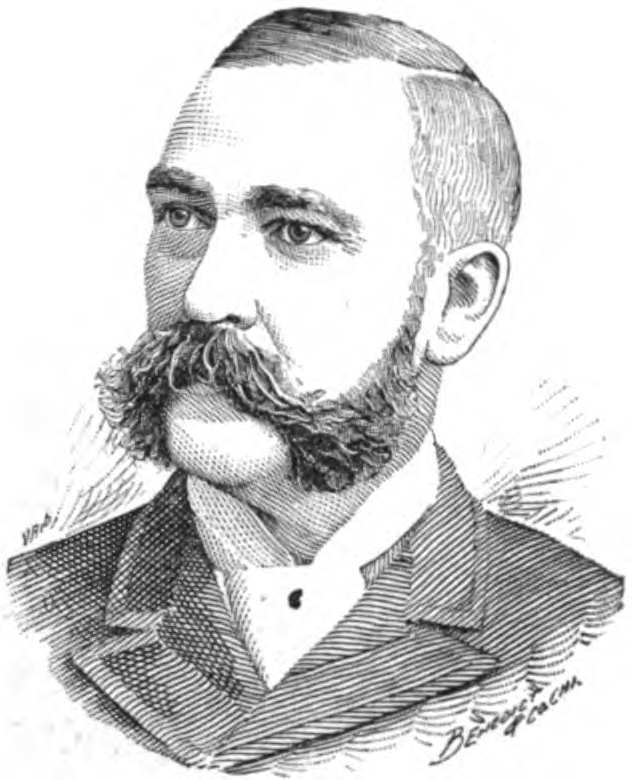

اوهایو کلمبوس باربر (Ohio Columbus Barber) (زادهٔ ۲۰ آوریل ۱۸۴۱ – درگذشتهٔ ۴ فوریه ۱۹۲۰)، بازرگان، صنعتگر و نوع‌دوست آمریکایی بود. او را به دلیل حق کنترلی‌اش در شرکت کبریت الماس که در سال ۱۸۸۱، ۸۵ درصد بازار را در اختیار داشت «شاه کبریت آمریکا» می‌نامیدند. در سال ۱۸۹۱، او شهر باربرتون، اوهایو را بنا نهاد و در سال ۱۸۹۴ کارخانهٔ تولیدی خود را به آنجا منتقل کرد. این کارخانه ۲۵۰ میلیون کبریت در روز تولید می‌کرد. او همچنین بیمارستان شهر اکرون را احداث کرد.

## زندگی‌نامه
باربر اوهایو کلمبوس (معروف به او. سی) دومین پسر جورج و الیزا باربر در میدلبری بود. میدلبری، روستایی کوچک در اوهایو بود که بعدها به آکرون ضمیمه شد. پدرش با دست کبریت درست می‌کرد و پسرانش خانه‌به‌خانه آنها را می‌فروختند. او.سی. تحصیلات رایج را در مدرسه گذراند و در ۱۵ سالگی نزد پدرش مشغول به کار شد.او.سی. باربر در ۱۶ سالگی، فروشندهٔ شرکت شد. در ۲۰ سالگی، او شریک این کسب‌وکار بود و در ۲۱ سالگی، به‌عنوان مدیر کل انتخاب شد.
این شرکت در طول جنگ داخلی آمریکا با مشکلاتی مواجه شد و جورج اچ. باربر، برادر بزرگ‌تر او.سی. که سرباز بود، بر اثر اسهال خونی درگذشت. او یکی از چندین مجروح جنگ بود که در اثر بیماری دارفانی را وداع گفت. تا سال ۱۸۸۰، شرکت باربر به بزرگ‌ترین شرکت تولیدکنندهٔ کبریت در اوهایو و یکی از بزرگ‌ترین شرکت‌های کشور تبدیل شد. رقابت بدون نظارت، حفظ ثبات را برای شرکت باربر دشوار می‌کرد. در سال ۱۸۸۱، شرکت باربر و ۱۱ شرکت دیگر تولید کبریت با شرکت کبریت الماس ادغام شدند. این شرکت بر بازار کبریت مسلط بود و ۸۵ درصد از بازار ایالات متحده را در اختیار داشت.
باربر مدت‌ها در شهر خود، آکرون، پیشرو بود. او سال‌ها رئیس اولین بانک ملی آکرون بود و زمانی که این بانک با بانک ملی دوم ادغام شد و بانک ملی اول-دوم نام گرفت، به اتفاق آرا به ریاست مؤسسات ادغامی انتخاب شد.
باربر برای بسط عملیات تولید، منطقهٔ وسیعی از شهرک نورتون را خرید و در سال ۱۸۹۱، شهر باربرتون را بنا نهاد. او قصد داشت این شهر را به الگویی برای توسعهٔ صنعتی و مسکونی تبدیل کند. باربر مراحل ابتدایی ساخت این شهر را را از طریق شرکت زمین و بهسازی باربرتون پیش برد. ظرف چند سال، این شهر با تکیه بر مناطق صنعتی و مسکونی‌اش گسترش یافت و با چنان نرخی رشد کرد که «شهر جادویی» لقب گرفت. مشاغل صنعتی این شهر بسیاری از مهاجران جدید را جذب کرد.
در سال ۱۸۹۴، باربر کارخانهٔ کبریت‌سازی خود را از آکرون به باربرتون منتقل کرد که به اقتصاد شهر کمک کرد. این کارخانه روزانه ۲۵۰ میلیون کبریت تولید می‌کرد.
در سال ۱۸۸۹، باربر شرکت American Straw Board را پایه‌گذاری و سازماندهی کرد. او یکی از اولین تولیدکنندگان محصولات لاستیکی بود و شرکت لاستیک الماس را سازماندهی نمود و مدیریت آن را تا زمان تصاحبش از سوی شرکت بی.اف. گودریچ برعهده داشت. اندکی بعد، صنعت لوله‌های فاضلاب و لوله‌های فولادی توجه‌اش را جلب کرد و او در این زمینه در غرب آمریکا پیشگام شد. باربر شرکت بویلر استرلینگ را پایه‌گذاری کرد که با شرکت تولیدی بابکاک و ویکاکس بویلر در باربرتون و بایون، نیوجرسی ادغام شد و این‌گونه بود که این شرکت به بزرگ‌ترین تولیدکنندهٔ دیگ‌های فولادی در جهان تبدیل شد. سال‌ها، آن‌ها چهار پنجم محصول موردنیاز نیروی دریایی ایالات متحده را تولید می‌کردند.
یکی از بزرگ‌ترین دستاوردهای حرفه‌ای باربر، به‌ویژه از دیدگاه‌های بشردوستانه و اقتصادی، پایه‌گذاری شرکت آتش‌نشانی جنرال فایر همراه با فردریک گرینل و چند نفر دیگر بود. باربر بنیان‌گذار و تنها مالک شرکت بتن او.سی. باربر بود که گفته می‌شد کارخانهٔ آن در باربرتون بزرگ‌ترین نوع خود در جهان است. این شرکت همچنین آثار هنری از جنس بتن می‌ساخت. او شرکت کود او.سی. باربر را در باربر، ویرجینیا بنا نهاد. باربر همچنین توسعهٔ زمین‌های وسیعی را در شهر کانتون اوهایو و اطراف آن برعهده داشت که در این رابطه، کارخانهٔ بزرگی را به نام شرکت صنایع متحد او.سی. باربر پایه‌گذاری و راه‌اندازی کرده‌است. بعضی از این زمین‌ها ذخایر ارزشمند زغال سنگ، آهک و رس دارند.
باربر مبتکر و طراح ایدهٔ مترو باربر، در کلیولند بود. برنامه‌های او مستلزم ایجاد یک سیستم زیرزمینی مترو بود که همهٔ مسیرهای راه‌آهن ورودی به کلیولند را در لیک فرانت به‌هم متصل کند و بدین ترتیب حمل‌ونقل کالا را تسهیل نماید. البته برنامه‌های باربر همچنین مستلزم ایجاد سیستم انبار بزرگی در ساحل دریاچه بود که او در آنجا صاحب نماهای بزرگ بود.
در سال ۱۹۰۵، باربر آخرین پروژه‌اش، احداث یک مزرعهٔ علمی، را آغاز کرد. او رفته‌رفته بیش از ۳۰۰۰ هکتار (۱۲ کیلومتر مربع) زمین خرید. در سال ۱۹۰۹، باربر از ثروت خود برای ساخت یک بنای سه طبقهٔ ۵۲ اتاقه در باربرتون استفاده کرد. این بنا ظرف ۱۸ ماه تکمیل شد. این عمارت را که بیش از ۳۰۰ فوت (۹۱ متر) طول داشت، هارپستر و بلیس، معماران آکرون به سبک احیای رنسانس فرانسوی طراحی کرده‌اند. ساخت آن بیش از ۴۰۰۰۰۰ دلار هزینه دربرداشت و مساحتی بالغ بر۲۵۰۰۰ فوت مربع (۲۳۰۰ متر مربع) داشت. ازجمله امکانات رفاهی این بنا می‌توان به یک آسانسور با نورگیر شیشه‌ای اشاره کرد. در محوطهٔ این بنا، چند باغ و یک پارک ۴۰ آکری (۱۶۰۰۰۰ متر مربع) قرار داشت که یک شرکت معماری محوطه‌سازی در شیکاگو طراحی کرده بود. روزنامه‌های محلی و ملی گزارش‌هایی از این ساختمان باشکوه تهیه کرده بودند. نیویورک تایمز از آن به‌عنوان «بهترین عمارت میان نیویورک و شیکاگو» نام برد. در اکتبر ۱۹۱۰، باربر و خانواده‌اش به این عمارت نقل‌مکان کردند.
وانگهی، باربر ۳۵ سازه را به‌عنوان بخشی از مزرعهٔ تجربی و علمی خود به نام «آنا دین» ساخته بود که ۳۵۰۰ هکتار (۱۴ کیلومتر مربع) زمین را در بر می‌گرفت. او این عمارت را به نام دخترش آنا و همسرش دکتر آرتور دین بیوان نام‌گذاری کرد. این ساختمان‌ها همچنین به سبک احیای رنسانس فرانسوی بودند، زیرا او بر این باور بود ساختمان‌های مزرعه باید زیبا و کاربردی باشند. باربر قصد داشت مزرعه‌ای به همان کارآمدی صنعت را داشته باشد. او روزهای یکشنبه دروازه‌های این زمین را برای آموزش به روی عموم باز می‌کرد. بسیاری از بناهای او در آن زمان، بزرگ‌ترین نوع خود در جهان بودند. نمونه‌هایی از این بناها عبارت از: گلخانه‌ها با مساحتی بالغ بر ۱۲ آکر (۴۹۰۰۰ متر مربع) که با گرم‌خانه گرم می‌شدند. انبار شمارهٔ ۳، ۷۵۱ فوت (۲۲۹ متر) طول، ۴۰ فوت (۱۲ متر) عرض و سه طبقه ارتفاع، بزرگ‌ترین انبار در جهان در زمان ساخت آن در سال ۱۹۱۲، و جوجه‌کشی انبار برودر. او ۵۰۰۰۰ جوجه پرورش داد که آزادچر بودند. باربر انباری برای ۱۴۰ اسب اصیل بلژیکی داشت که برای نمایش و امور مزرعه استفاده می‌شد.
باربر در سال ۱۹۲۰ در عمارت خود در باربرتون چشم از جهان فروبست. او مزرعهٔ خود را برای دانشگاه کیس وسترن به میراث گذاشت و قصد داشت آنجا پایگاهی برای کالج کشاورزی باشد، اما پیش از وفات نتوانست تأمین مالی آن را تکمیل کند. از آنجاییکه بیوهٔ او و نیز دانشگاه توانایی ادارهٔ مزرعه را نداشتند، دانشگاه بیشتر این ملک را فروخت. این بنا تفکیک و بازسازی شد.

## خانواده
باربر در ۲۶ سالگی، پس از جنگ داخلی آمریکا، با لورا براون از کاونتری، اوهایو ازدواج کرد. آن‌ها یک دختر به نام آنا داشتند که سال‌ها بعد، یک دریاچه و پارک در باربرتون به افتخارش نام‌گذاری شد و یک پسر به نام چارلز نیز داشتند که در جوانی درگذشت. مزرعهٔ آنا دین به نام دختر آن‌ها و همسرش دکتر آرتور دین بیوان نام‌گذاری شد. لورا در سال ۱۸۹۴ چشم از جهان بست. باربر پس از ۲۰ سال زندگی در تجرد، در سال ۱۹۱۵ با منشی‌اش، مری اور ازدواج کرد که با او کاملاً هم‌فکر بود.

## میراث و افتخارات
هشت ساختمان‌های مزرعهٔ آنا دین تا به امروز پابرجا مانده‌اند. شش مورد از این ساختمان‌ها متعلق به انجمن تاریخی باربرتون بوده که در حال ثبت آن‌ها در فهرست آثار باستانی هستند. هشت ساختمان باقی‌مانده عبارت از: انبار شمارهٔ ۱، انبار کلت، خامه‌خانه، خوک‌پزی، انبار برودر، دفتر مدیریت طیور، انبار خوراک و گرم‌خانه که به‌تدریج بازسازی و برای کاربردهای دیگر نوسازی و مرمت می‌شوند. اکنون، دو مورد از آن‌ها به‌عنوان اقامتگاه خصوصی به کار می‌رود. مهم‌ترین آن‌ها، یعنی انبار شمارهٔ ۱ که پیش‌تر، انبار لبنیات بود، در سال ۱۹۸۵، برادران یودر آن را مرمت کردند. آن‌ها باغ-دارانی هستند که برای مقر جهانی خود استفاده می‌کنند. سیلوهای آن شبیه برج‌های قلعه هستند و از سراسر شهر می‌توان آن را دید. آن‌ها از آجر قرمز ساخته شده‌اند که در لبه‌هایش، بلوک بتنی سفید با تزئینات آبی درباری و سقف کاشی قرمز کار شده‌است. انبارهای دیگر از نظر سازه تثبیت شده و حداقل تا حدودی مرمت شده‌اند. همه به‌جز یکی ممکن است برای کاربردهای اقتصادی دیگر نوسازی شوند.
- باربرتون، اوهایو
- انبار باربرتون ایری
- باربر در نزدیکی چیکو، کالیفرنیا به افتخار او نام‌گذاری شد. او این محله را به‌عنوان مسکن کارگری برای کارکنان کارخانهٔ کبریت الماس در چیکو بنا کرده بود. باربر در روزهای اوج، باغ‌های میوه، مغازه‌ها، استخر، سالن اجتماعات و محله‌های خانه‌های ییلاقی داشت. باربر با رقابت شدید تولیدکنندگان محلی روبه‌رو شد و در سال ۱۹۰۸ فعالیت‌های خود را در اوهایو یکپارچه ساخت. روستای باربر در نهایت به شهر چیکو، در کالیفرنیا الحاق شد.[۶]
- در سال ۱۹۰۴، باربر بیمارستان شهر آکرون و در سال ۱۹۰۶ اتاق بازرگانی آکرون را پایه‌گذاری کرد.